# 浜野アキオ
浜野 アキオ（はまの あきお、1961年- ）は、日本の翻訳家。
宮城県生まれ。京都大学文学部卒業。

## 翻訳
- 『サイケデリック神秘学 - セックス・麻薬・オカルティズム』（ロバート・アントン・ウィルソン、ペヨトル工房） 1992
- 『S.F.W. - So Fucking What』（アンドリュー・M・ウェルマン、太田出版） 1992
- 『フリーク・アウト - フランク・ザッパの生活と意見』（バリー・マイルズ（英語版）、ブルース・インターアクションズ） 1994
- 『クローサー』（デニス・クーパー、大栄出版） 1994
- 『プレデターズ』（エド・ゴーマン、マーティン・H・グリーンバーグ編、大久保寛他訳、扶桑社、扶桑社ミステリー） 1994
「カリグラフィー・レッスン」（ジョイス・ハリントン）
「ゴムの笑い」（ジョン・シャーリイ）
「醜悪さに牙を剥く」（ジェイムズ・キシュナー
「渇望」（エド・ナーハ）
- 『レッド・ホット・チリ・ペッパーズ』（デイヴ・トンプスン、ブルース・インターアクションズ） 1995
- 『その澄んだ狂気に』（デニス・クーパー、大栄出版） 1995
- 『天使と悪魔の物語』（風間賢二編、筑摩書房、ちくま文庫） 1995
「スリージー」（セオドア・R・コグズウェル）
- 『ゴーサムカフェで朝食を - 22の異常な愛情の物語』（マーティン・H・グリーンバーグ他編、白石朗他訳、扶桑社、扶桑社ミステリー） 1996
「サイコ」（マイケル・オドナヒュー）
「バーバラ」（ジョン・シャーリイ）
「ロケットのなかの欲望」（カール・エドワード・ワグナー）
- 『危険なやつら』（チャールズ・ウィルフォード（英語版）、扶桑社、扶桑社ミステリー） 1996
- 『逃走天使』（ブルース・クレイヴェン、大栄出版） 1997
- 『復讐×復習』（マーティン・ベッドフォード、扶桑社、扶桑社ミステリー） 1998
- 『ヴァンパイア・コレクション』（ピーター・ヘイニング編、風間賢二他訳、角川書店、角川文庫） 1999
「古典的吸血鬼譚 骸骨伯爵あるいは女吸血鬼」（エリザベス・グレイ）
「吸血鬼の物語」（ジェームズ・マルコム・ライマー）
「蒼白の貴婦人」（アレクサンドル・デュマ、ポール・ボカージ）
「デイ・ブラッド」（ロジャー・ゼラズニイ）
- 『スナッフ・フィルム追跡』（ヤーロン・スヴォレイ、トマス・ヒューズ、扶桑社、扶桑社ノンフィクション） 2000
- 『アメリカミステリ傑作選2001』（エド・マクベイン、オットー・ペンズラー編、加藤郷子他訳、DHC、アメリカ文芸「年間」傑作選） 2001
「闇に潜む狂気」（エド・ゴールマン）
- 『闇に刻まれた言葉』（ジャック・オコネル、ソニー・マガジンズ、ヴィレッジブックス） 2002
- 『ブラッシュ・オフ』（シェイン・マローニー、文藝春秋、文春文庫） 2002
- 『エレクトロボーイ - 躁鬱病をぶっとばせ』（アンディ・バーマン、文藝春秋、文春文庫）2003
- 『嘘つき男は地獄へ堕ちろ』（ジェイソン・スター、ソニー・マガジンズ、ヴィレッジブックス） 2004
- 『炎に消えた名画』（チャールズ・ウィルフォード、扶桑社、扶桑社ミステリー） 2004
- 『ヤング・アダム』（アレグザンダー・トロッキ、河出書房新社、Modern & Classic） 2005
- 『少年たちはなぜ人を殺すのか』（キャロル・アン・デイヴィス、文藝春秋、文春新書） 2008
- 『WORLD WAR Z』（マックス・ブルックス（英語版）、文藝春秋） 2010
- 『ドッグ・ファイター』 （マーク・ボジャノウスキ、河出書房新社） 2013
- 『拾った女』 （チャールズ・ウィルフォード、扶桑社、扶桑社ミステリー） 2016
- 『数字を一つ思い浮かべろ』（ジョン・ヴァードン、文藝春秋、文春文庫） 2018
- 『天使は黒い翼をもつ』（エリオット・チェイズ、扶桑社、扶桑社ミステリー） 2019